# Ministerialdirigent
Ministerialdirigent (MDg, MDgt/Mdgt, MinDirig) ist in Deutschland eine Amtsbezeichnung von Beamten in Bundesministerien und anderen obersten Bundesbehörden sowie in den obersten Landesbehörden.
Innerhalb der Ministerialhierarchie des Bundes ist der Ministerialdirigent das dritthöchste statusrechtliche Amt und das höchste, das nicht zugleich mit der Eigenschaft eines politischen Beamten verbunden ist. Die Amtsinhaber leiten größere Organisationseinheiten (Abteilungen oder Unterabteilungen) mit mehreren Referaten oder Stabsstellen (insbesondere Leitungsstäbe) und sind Vorgesetzte von Ministerialräten. Ihre Vorgesetzten sind in der Regel Ministerialdirektoren.

## Im Bundesdienst
Ministerialdirigenten im Bundesdienst sind in der Regel in der Besoldungsgruppe B 6 der Bundesbesoldungsordnung B des Bundesbesoldungsgesetzes eingruppiert. Nur Ministerialdirigenten im Bundesministerium der Verteidigung als ständige Vertreter des Leiters einer großen oder bedeutenden Abteilung oder als Leiter des Stabes Organisation und Revision sind in der Besoldungsgruppe B 7 eingruppiert, um eine Entsprechung zu den in solcher Funktion eingesetzten Soldaten in Besoldungsgruppe B7 (Generalmajor/Konteradmiral etc.) zu schaffen.
Außerhalb der Ministerialverwaltung führen Bundesbeamte die Amtsbezeichnung Ministerialdirigent z. B. in der Verwaltung des Deutschen Bundestages und im Sekretariat des Bundesrates.

## Im Landesdienst
In den obersten Landesbehörden (Ministerien, Landtagsverwaltungen) leiten Ministerialdirigenten in aller Regel Abteilungen mit mehreren Referaten und sind ebenfalls keine politischen Beamten. Ihre Eingruppierung ist in die Besoldungsgruppen B 5 oder B 6 üblich. Ihre direkten Vorgesetzten sind dann regelmäßig die Amtschefs, d. h. Ministerialdirektoren oder (beamtete) Staatssekretäre.

## Geschichte
Die Amtsbezeichnung wurde 1927 eingeführt und zwischen dem Ministerialdirektor und Ministerialrat „eingeschoben“. Vermutlich ging sie aus dem Abteilungsdirigenten (Abteilungschef) hervor, einer Funktionsbezeichnung im Reichsarbeitsministerium. Gemäß der Reichsbesoldungsordnung von 1927 bezogen sie Besoldungsgruppe B 7 (seit März 1937 B 7a).